# Chiesa di San Biagio (Luino)
La chiesa di San Biagio è un edificio religioso sito in località Voldomino Superiore nel comune di Luino, in provincia di Varese ed arcidiocesi di Milano.

## Storia
La prima menzione della chiesa di San Biagio risale al periodo tra la fine del XIII e l'inizio del XIV secolo, quando venne citata nel Liber Notitiae Sanctorum Mediolani. Sono dunque documentate le origini romaniche dell'edificio, anche se la struttura odierna non ne conserva alcuna traccia. Nel 1398 alla chiesa era associata la figura del custos, ovvero un custode fisso oltre che la presenza dei beni necessari al sostentamento del clero e della fabbriceria. Inoltre, quella che oggi è la chiesa parrocchiale di riferimento per San Biagio, la chiesa di Santa Maria Assunta di Voldomino, all'epoca era di pertinenza privata: queste due condizioni configuravano per la chiesa di Voldomino l'embrione del futuro e imminente stato di parrocchialità.
Nel 1503 fu dipinta su una parete laterale della chiesa antica una Madonna di Loreto. L'opera, ancora oggi esistente, riporta la firma di Guglielmo Jotti da Montegrino, la data e il nome del donatore che aveva finanziato l'opera. Pochi anni dopo, sulla parete opposta, fu realizzato un affresco raffigurante un grande San Cristoforo.
Nel 1668 l'oblato Orazio Martignoni, prevosto di Valtravaglia, benedisse il rinnovato oratorio: era stata infatti parzialmente rifatta l'area presbiteriale, ricostruita integralmente l'aula e innalzate due facciate speculari. Il disegno della facciata principale, rivolta a valle e caratterizzata dalla presenza di una serliana sopra il portale, era stato replicato del prospetto del presbiterio, rivolto a monte, anche se la serliana in questo caso non corrispondeva a una finestra, ma era solo di parata.
Nel 1965 l'oratorio risultava in stato di abbandono e se ne prospettava la demolizione. Fortuitamente e fortunatamente, sotto le scialbature interne vennero ritrovati i cicli di affreschi sopra descritti: questo ritrovamento fu da innesco per un'iniziativa popolare per il recupero dell'edificio. Furono recuperati gli affreschi e la chiesa fu sottoposta ad alcune riparazioni. Il restauro conservativo degli affreschi della Madonna di Loreto e San Cristoforo fu eseguito da Carlo Alberto Lotti.

## Architettura
La chiesa sorge su un sagrato creato a sbalzo sul fianco della collina che ospita il centro antico di Voldomino. L'edificio è di origine medievale, ma di quell'epoca conserva solo l'orientamento con l'altare rivolto a est. All'interno la struttura è a navata unica scandita in sei campate coperte con volte a botte unghiate, la stessa copertura del presbiterio, sovrastate da un manto in coppi. I pavimenti sono in cemento bocciardato e lucidato, con l'eccezione dei gradini e dell'altare maggiore, realizzati in marmo. 
Ai lati del presbiterio si conservano due cicli di affreschi del XVI secolo: a sinistra la Madonna di Loreto dipinta il 19 giugno 1503 da Guglielmo Jotti; a destra due figure di santi, di autore anonimo, risalenti a alla metà del secolo. Di questi santi, l'unico completo è il San Cristoforo, in quanto dell'altra figura sono visibili solo alcuni particolari, anche se è probabile che si trattasse proprio di San Biagio.
Il campanile si eleva sul fianco sinistro della chiesa.